# Armada de Yemen
La Armada de Yemen (en árabe: البحرية اليمنية) es el componente naval de las Fuerzas Armadas de Yemen. Es la encargada de proteger la soberanía nacional de las aguas territoriales del país de Yemen.

## Historia
La Armada de Yemen se creó en 1990 cuando las naciones de Yemen del Norte y Yemen del Sur se unieron. En la Crisis de las Islas de Hanish, Yemen preparó a su armada para lanzar un asalto a las Islas Hanish. La invasión nunca ocurrió porque la nación de Eritrea llegó a un acuerdo con Yemen. En 1990, en la unificación de Yemen, las armadas de Yemen del Sur y Yemen del Norte se fusionaron. Las principales bases navales de la Armada yemení están ubicadas en los puertos de Adén, Al Mukalla y Al Hudayda. Desde el estallido de la guerra civil en Yemen en marzo de 2015, se sabe que al menos algunos elementos de la Armada yemení se han aliado con el Consejo Político Supremo dominado por los rebeldes hutíes y los ciudadanos leales al expresidente Alí Abdalá Salé. La Armada yemení emitió una declaración en octubre de 2016 en la que afirmaba que cualquier barco saudí que entrase en las aguas territoriales de Yemen sería destruido. Según se informa, la Armada yemení atacó a dos buques de guerra saudíes y a un barco emiratí en la costa del Mar Rojo.
La Real Fuerza Aérea Saudí atacó la base naval de Al Hudaydah y destruyó dos lanchas rápidas de ataque equipadas con misiles antibuque. La Armada yemení, supuestamente apoyada por asesores navales iraníes, consiguió hacerse con misiles de crucero, misiles antibuque y radares navales, y los utilizó para atacar a los barcos saudíes. Los rebeldes hutíes tienen misiles YJ-83 y Noor diseñados y fabricados en China e Irán respectivamente.
El buque cisterna saudí "Boraida" fue atacado sin que se reportara ningún daño a bordo. En octubre de 2016, había buques de la Armada de los Estados Unidos patrullando el área en apoyo de sus aliados saudíes, y la Armada yemení disparó una docena de misiles de crucero contra ellos. En respuesta a esos lanzamientos, el destructor estadounidense USS Nitze (DDG-94), lanzó cinco misiles de crucero BGM-109 Tomahawk y destruyó tres estaciones de radar naval yemení, por su parte, la Real Fuerza Aérea Saudí realizó varios ataques aéreos y destruyó una estación de radar naval yemení. Al carecer de radares navales en tierra, la Armada yemení comenzó a desplegar lanchas rápidas de ataque y barcos lanzamisiles para atacar a los buques de guerra saudíes.

## Equipamiento

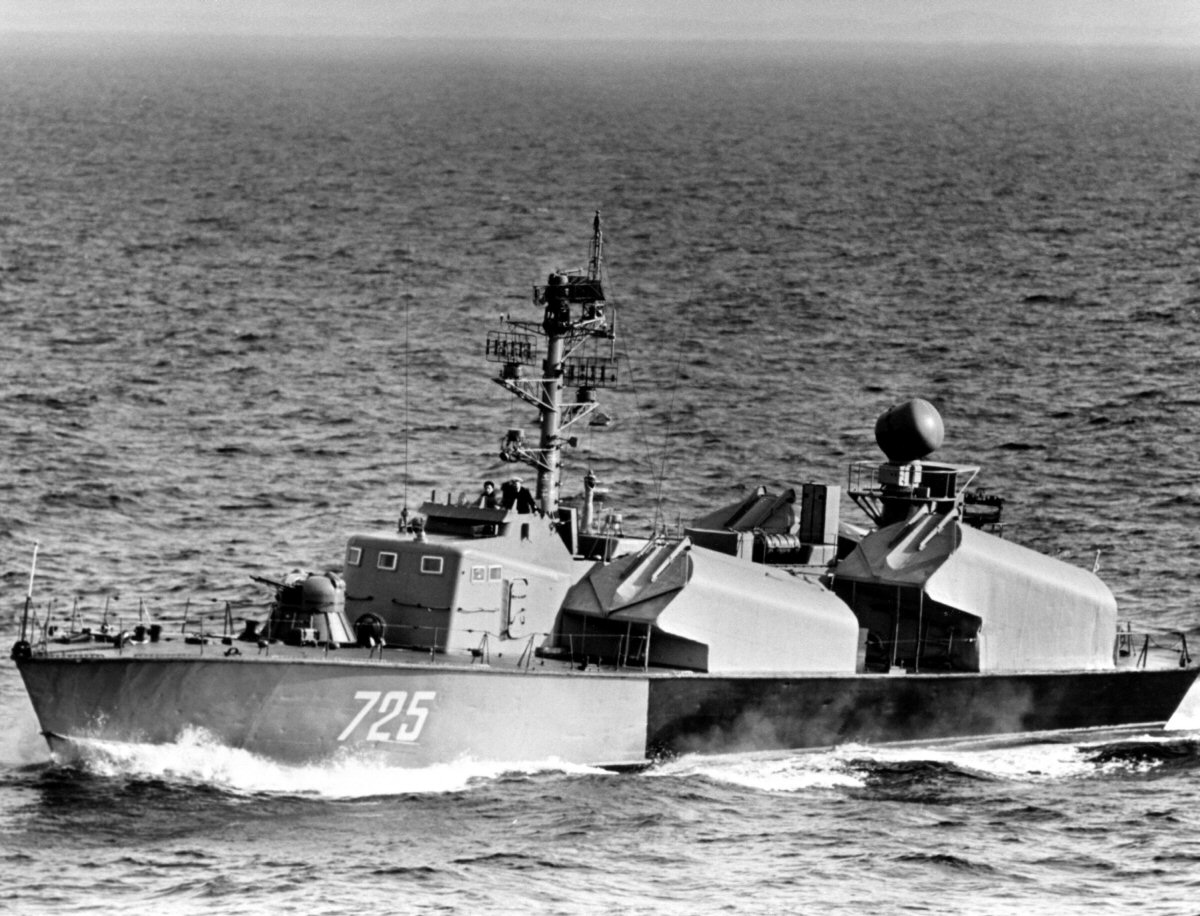
barco lanzamisiles de la clase Osa.

La Armada yemení cuenta con ocho barcos lanzamisiles de la clase Osa y cinco dragaminas de la clase Yevgenya.

### Ametralladoras
| Nombre                   | Fotografía     | Origen         | Tipo                 | Munición       | Fabricante        |
| Ametralladoras           | Ametralladoras | Ametralladoras | Ametralladoras       | Ametralladoras | Ametralladoras    |
| ------------------------ | -------------- | -------------- | -------------------- | -------------- | ----------------- |
| Ametralladora pesada KPV |                | Rusia          | Ametralladora pesada | 14,5 × 114 mm  | Planta Degtiariov |

### Artillería naval
| Nombre           | Imagen           | Origen           | Tipo                 | Calibre          | Fabricante        |
| Artillería naval | Artillería naval | Artillería naval | Artillería naval     | Artillería naval | Artillería naval  |
| ---------------- | ---------------- | ---------------- | -------------------- | ---------------- | ----------------- |
| AK-230           |                  | Rusia            | Artillería navalCIWS | 30 mm            | JSC Tulamashzavod |

### Embarcaciones
| Tipo de buque      | Fotografía | País de origen | Clase y nombre | Número de unidades | Constructor                                           |
| ------------------ | ---------- | -------------- | -------------- | ------------------ | ----------------------------------------------------- |
| Barco lanzamisiles |            | Rusia          | Osa-2          | 8                  | Vostochnaya VerfUnited Shipbuilding Corporation       |
| Dragaminas         |            | Rusia          | Clase Yevgenya | 2                  | Sredne-Nevsky ShipyardUnited Shipbuilding Corporation |

### Misiles
| Nombre                                | Fotografía        | Origen            | Tipo              | Fabricante        |
| Misiles antibuque                     | Misiles antibuque | Misiles antibuque | Misiles antibuque | Misiles antibuque |
| ------------------------------------- | ----------------- | ----------------- | ----------------- | ----------------- |
| P-15 Termit                           |                   | Rusia             | Misil antibuque   | MKB Raduga        |
| Sistema de defensa antiaérea portátil |                   |                   |                   |                   |
| 9K32 Strela-2                         |                   | Rusia             | MANPADS           | KBM               |

## Graduación militar

### Oficiales
| Grado militar      | Insignia | Rangos OTAN |
| ------------------ | -------- | ----------- |
| Almirante          |          | OF-8        |
| Vicealmirante      |          | OF-7        |
| Contraalmirante    |          | OF-6        |
| Capitán de navío   |          | OF-5        |
| Capitán de fragata |          | OF-4        |
| Capitán de corbeta |          | OF-3        |
| Teniente           |          | OF-2        |
| Alférez            |          | OF-1        |

### Suboficiales
| Grado militar  | Insignia | Rangos OTAN |
| -------------- | -------- | ----------- |
| Sargento mayor |          | OR-5        |
| Sargento       |          | OR-4        |
| Cabo primero   |          | OR-3        |
| Cabo           |          | OR-2        |